# Ángel Correa
Ángel Martín Correa (Rosario, 1995. március 9. –) argentin válogatott labdarúgó, a mexikói Tigres UANL játékosa.

## Sikerei, díjai

### Klub
- San Lorenzo
  - Argentin bajnok: 2013 Inicial
  - Copa Libertadore: 2014

- Atlético Madrid:
  - Spanyol bajnok: 2020–21
  - UEFA-bajnokok ligája döntős: 2015–16
  - Európa-liga: 2017–18
  - UEFA-szuperkupa: 2018

#### A válogatottban
- Argentína U20
  - Dél-Amerikai junior bajnok: 2015

- Argentína
  - Világbajnokság: 2022
  - Copa América: 2021